# Versorgungspsychologie
Die Versorgungspsychologie ist eine wissenschaftlich fundierte Disziplin, die sich mit der Verbindung von Forschung und Praxis im Bereich der psychosozialen, psychologischen und psychotherapeutischen Versorgung im Gesundheitswesen beschäftigt. Ihr Ziel ist es, die in Einrichtungen des Gesundheitswesens erbrachte Versorgung durch evidenzbasierte Ansätze der Beratung, Begleitung und Behandlung chronisch und lebensbedrohlich erkrankter Patienten zu unterstützen, um die Qualität, Wirksamkeit und Wirtschaftlichkeit der Versorgung zu verbessern.
Sie kann als ein Teilgebiet der Angewandten Psychologie betrachtet werden, die untersucht, wie Erkenntnisse der psychologischen Grundlagen- und Anwendungsforschung für die Praxis handlungsanleitend gemacht werden können. In Erweiterung des Ansatzes befasst sich die Versorgungspsychologie mit der Übertragung dieser Erkenntnisse in die Praxis sowie der Forschung in der Praxis.
Im Rahmen der translationalen Forschung ordnet sich die Versorgungspsychologie zwischen der Klinischen Forschung und der Klinischen Praxis ein und legt dabei ihr Gewicht auf die anwendungsbezogene Versorgungsforschung und Programmevaluation.
Die Versorgungspsychologie versucht die Kluft zwischen Forschung und Praxis („science-practice gap“, „mental health treatment gap“) zu überwinden. Sie fragt, wie einzelne evidenzbasierte Interventionsstrategien (evidenzbasierte Medizin, „empirically supported psychological intervention“) für den klinisch Tätigen handlungsanleitend gemacht werden können, und wie diese in der klinischen Praxis umgesetzt werden sollten, um eine qualitativ hochwertige Gesundheitsversorgung zu gewährleisten. Die Versorgungspsychologie greift dabei nicht allein auf die vorliegende Evidenz zu wirksamen Interventions- und Versorgungsformen zurück, sondern nutzt zudem die Vielzahl weiterer empirisch wie theoretisch begründbarer Erkenntnisse, um einen in fragestehenden Versorgungsaspekt, wie etwa den der Klinischen Psychoonkologie, umfassend zu beschreiben, zu erklären und für die konkrete Patientenversorgung in (lokalen) Versorgungseinrichtungen nutzbar zu machen.
Wesentlich für die Überwindung des „science-practice gap“ ist dabei weniger die vermeintliche Kluft zwischen Theorie und Praxis im psychotherapeutischen, psychologischen und psychosozialen Gesundheitsbereich als die Komplexität des psychischen Geschehens und psychologisch ausgerichteter Interventionen. Zudem weist das Leistungsgeschehen in der psychotherapeutischen, psychologischen und psychosozialen Arbeit selbst eine besondere Komplexität auf. Diese Komplexität wird in der anwendungsbezogenen Forschung bislang reduziert, um sie der experimentellen Untersuchung zugänglich machen zu können. Die Versorgungspraxis muss dagegen der Komplexität der individuellen Problem- und Bedürfnislage des Einzelfalls genügen, um für den individuellen Patienten nutzbringend zu sein.
In ihrem grundlegenden Wesen ist die psychotherapeutische, psychologische und psychosoziale Arbeit eine komplexe personenbezogene Dienstleistung. Sie ist als ein Produkt der Gesundheitsversorgung dadurch gekennzeichnet, dass sie:
- immateriell ist und weder berührt, gerochen, gehört, gesehen oder sonst wie unmittelbar getestet, sondern nur im unmittelbaren Effekt erlebt werden kann,
- inseparabel ist, denn sie wird in dem Moment ihrer Produktion sogleich konsumiert, und nach der Produktion sind Korrekturen nicht mehr möglich,
- variabel ist, denn ein und dieselbe Versorgungsleistung kann in Abhängigkeit von Kompetenz, Erfahrung und den Umständen, unter denen sie erbracht wird, in sehr unterschiedlicher Zusammenstellung und Qualität produziert werden,
- vergänglich ist, denn sie ist nach ihrer Erbringung verbraucht, und kann für Situationen hoher Leistungserfordernis nicht angehäuft werden. [mod. nach,[1] S. 150.]

Aufgrund dieser Wesensmerkmale von Dienstleistungen erfasst die Versorgungsforschung einzelne Indikatoren eines komplexen Leistungsgeschehens, um die Einflüsse der Versorgung auf die Qualität, Wirksamkeit und Wirtschaftlichkeit zu bestimmen. In die Qualität der Gesundheitsversorgung als solcher kann dagegen „nur“ vertraut werden(, S. 273). So dient auch das Qualitätsmanagement und die Zertifizierung nach DIN EN ISO 9001 dazu, Vertrauen in die Qualität der Produkte und Dienstleistungen von Unternehmen und Organisationen zu schaffen. Es besteht dabei zugleich auch die Überzeugung, dass ein Vertrauen darauf erzeugt werden kann, dass Anforderungen an die Qualität der Gesundheitsversorgung erfüllt werden (DIN EN ISO 9000:2015, Nr. 3.3.). Die Versorgungspsychologie zielt daher darauf ab, ein begründetes Vertrauen in die Qualität und Wirksamkeit der psychosozialen, psychologischen und psychotherapeutischen Versorgung zu schaffen.
Mit dem Ziel, eine erwartete qualitativ hochwertige Gesundheitsversorgung über eine Forschung in Praxis zu erzielen, entwickelt die Versorgungspsychologie Versorgungsprogramme und bettet diese in eine Versorgungsform ein (s. Abb. 1). Sie implementiert diese Versorgungsform in Einrichtungen des Gesundheitswesens und unterzieht alle Versorgungskomponenten einer umfassenden Bewertung, um zu fundierten Aussagen zur Qualität, Wirksamkeit und Wirtschaftlichkeit dieser Versorgungsform zu gelangen.
Die Versorgungspsychologie untersucht dabei nicht allein, wie eine Versorgungsform in die klinische Praxis implementiert wird, sondern ebenso, wie lokalen Versorgungseinrichtungen und ihre Leistungserbringer darin unterstützt werden können, sich ausgehend von ihrer klinischen Versorgungspraxis der neuen Versorgungsform sukzessive anzunähern und diese nachhaltig umzusetzen.

## Fragestellungen und Vorgehensweisen der Versorgungspsychologie
Die zentrale Frage der Versorgungspsychologie lautet: „Wird mit Hilfe eines Versorgungsprogramms die richtige Versorgung durch die richtigen Leistungserbringer für den richtigen Patienten, am richtigen Ort, zur richtigen Zeit erbracht, und führt dies zu einer optimalen Versorgungsqualität im Hinblick auf die Versorgungsprozesse, -strukturen und -ergebnisse.“
Die versorgungspsychologisch ausgerichtete Forschung sucht Antworten auf folgende Fragen:
- Wie sollten Versorgungsprogramme konzipiert sein, um in der Versorgungspraxis wirksam sein zu können (doing the right thing)?
- Wie sollten die Rahmenbedingungen der Versorgungspraxis sein, damit die wirksamen Versorgungsprogramme effizient und nutzbringend umgesetzt werden können (doing the right thing right)?
- Was können die Leistungserbringer aus der Erbringung ihrer Versorgungsleistungen lernen (doing things better)?
- Wie kann die Versorgungseinrichtung die Versorgungspraxis optimieren und weiterentwickeln (doing better things)?

Beantwortet werden die Fragestellungen mit den Methoden und Vorgehensweisen der anwendungsbezogenen Versorgungsforschung sowie der Programmevaluation und der qualitätsbezogenen Forschung.
Das methodische Vorgehen besteht aus aufeinanderfolgenden Phasen und Schritten mit steten Rückkopplungsschleifen zur kontinuierlichen Verbesserung der Versorgung:
- Entwicklung einer Versorgungsform (Konzeptentwicklung[5][57] und prospektiven Evaluation): Entwicklung der Versorgungsform und ihre Darlegung in einem Versorgungs-Handbuch,[40] in welchem die als richtig befundene Form der Patientenversorgung zum Ausdruck kommt,[17][20] einschließlich der (unabhängigen) Bewertung vor Implementierung der Versorgungsform.[41][42]
- Implementierung der Versorgungsform (Versorgungsgestaltung[58] und formative Evaluation): Einführung der Versorgungsform in Einrichtungen des Gesundheitswesens und Erbringung der Patientenversorgung auf Grundlage des Versorgungs-Handbuches, einschließlich der versorgungsbegleitenden internen[59] und externen[44] Evaluation.
- Bewertung der Versorgungsform (summative Evaluation): Evaluation der Angemessenheit der Patientenversorgung unter den Gesichtspunkten der Patientenorientierung, Qualität, Wirksamkeit und Wirtschaftlichkeit.[40][44][60]
- Kontinuierliche Versorgungsoptimierung:  Nutzung der Evaluationsergebnisse zur unmittelbaren Verbesserung der geleisteten Patientenversorgung im Rahmen von Maßnahmen des einrichtungsinternen und einrichtungsübergreifenden Qualitätsmanagements.[31][59]

In allen Phasen und Schritten der versorgungspsychologischen Forschung in Praxis werden die Patientenperspektive und patientenorientierte Ergebnisse berücksichtigt.
Die versorgungspsychologisch ausgerichtete Entwicklung, Implementierung und Evaluation einer Versorgungsform ist eine hochkomplexe Aufgabe, wenn sie sich auf alle Versorgungskomponenten einer neu konzipierten Versorgungsform bezieht (s. Abb. 1,) und wenn sie darauf abzielt, im Gesundheitswesen flächendeckend umgesetzt zu werden.
Sie kann aber auch als lokale Versorgungsforschung durch einen Versorgungsverbund oder eine einzelne lokale Versorgungseinrichtung betrieben werden, wenn sie einzelne Versorgungskomponenten der Versorgungsform oder einzelne Aspekte des Versorgungsgeschehens betrachtet (s. Handlungsempfehlungen versorgungspsychologischer Versorgungsformen).

## Versorgungskomponenten einer versorgungspsychologischen Versorgungsform

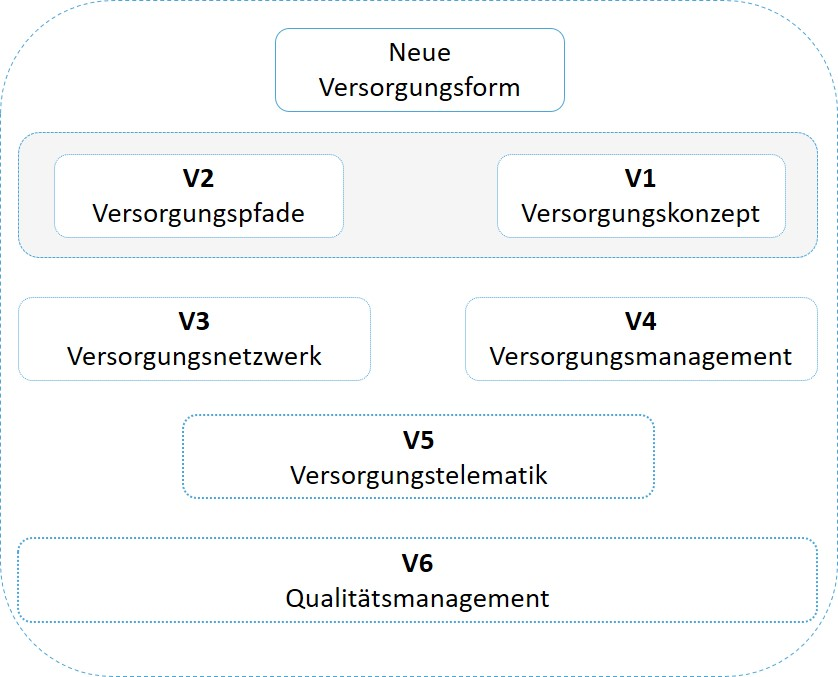
Abbildung 1: Versorgungskomponenten einer Versorgungsform (nach)

Die Versorgungsform ist das Herzstück der Versorgungspsychologie. Ihre Entwicklung sowie die theoretische, klinische, formal-administrative und gesundheitspolitische Begründung ihrer Komponenten ist die Grundvoraussetzung ihrer erfolgreichen Implementierung und Evaluation. Die umfassende Darlegung einer Versorgungsform in ihren Versorgungskomponenten (s. Abb. 1) ist Voraussetzung, um Entscheidungen über die mögliche Dissemination einer (neuen) Versorgungsform im Gesundheitswesen treffen zu können.
Versorgungspsychologische Versorgungsformen bestehen aus sechs Versorgungskomponenten:

### V1 Versorgungskonzept
Das Versorgungskonzept einer versorgungspsychologischen Versorgungsform stellt detailliert dar, wie psychosoziale, psychische oder psychopathologische Probleme und Belastungen von Patienten entstehen und welche Folgen damit verbunden sind („causal theory“). Sie gibt zudem wieder, mit welchen Mitteln auf die Probleme und Belastungen eingewirkt werden kann („intervention-theory“) und welche kurz- und langfristigen Effekte mit und ohne einer Intervention zu erwarten sind („impact-theory“). Die Interventionstheorie ist das Kernstück des Versorgungskonzeptes. Hier kommen die klinischen Aspekte zum Ausdruck, mit welchen den Problemen und Belastungen von Patienten begegnet werden soll. In der Interventionstheorie werden die klinischen Behandlungsphasen und -zeitpunkte beschrieben, in welchen die evidenzgestützten Interventionen erbracht werden sollten, um ihr volles Potenzial auszuschöpfen.
Das zugeordnete Konzept der Programmtheorie nach L. Michele Issel ist die „effect theory“. Weitere etablierte Versorgungskonzepte sind die „theory of change“ und das „logic model“.

### V2 Versorgungsprozess
Der Versorgungsprozess einer versorgungspsychologischen Versorgungsform geht unmittelbar aus dem Versorgungskonzept hervor. In die Prozesstheorie gehen Überlegungen zu den strukturellen und prozeduralen Erfordernissen ein, die gegeben sein müssen, um die in der Interventionstheorie aufgeführten Maßnahmen in der täglichen Versorgungpraxis patientenorientiert und mit hohem Patientennutzen umsetzen zu können. Der Versorgungsprozess wird durch die, in der Interventionstheorie des Versorgungskonzeptes klinisch begründeten Behandlungszeitpunkten und -phasen („points of care“ und „episodes of care“) festgelegt, mit denen ein Versorgungsnetzwerk (V3) den Problemen und Belastungen von Patienten begegnet (Versorgungsangebote). Für Einrichtungen im Gesundheitswesen kann das Interventionskonzept die Grundlage eines Versorgungsvertrages bilden, in dem die zu erbringenden qualitätsrelevanten Kernleistungen und Kernprozesse der Patientenversorgung festgelegt werden (s. Abb. 2).

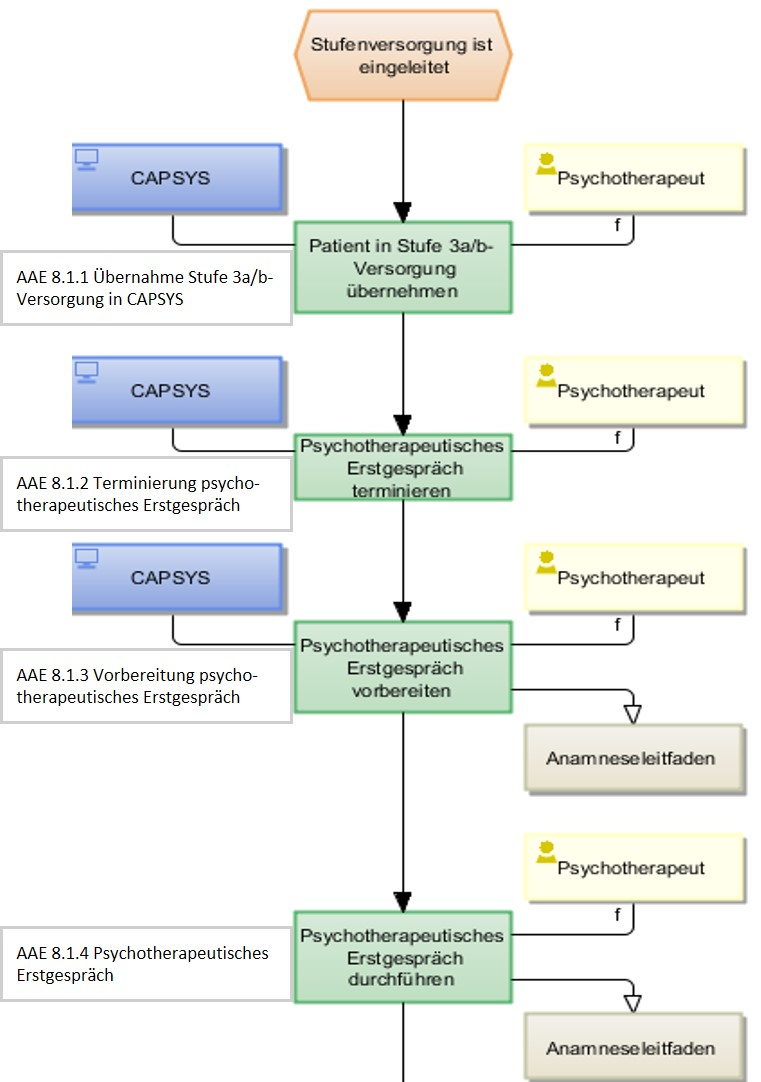
Abbildung 2: Ausschnitt des Versorgungspfades zur psychoonkologischen Versorgung in der neuen Versorgungsform isPO (integrierte, sektorenübergreifende Psychoonkologie); Episode: Initialzugang.
Legende:
Klinisches Element des Versorgungspfades (klinische Kernleistungen im Versorgungskonzept)
Klinisches Element des Versorgungspfades (klinische Kernleistungen im Versorgungskonzept)
Klinisches Element des Versorgungspfades (klinische Kernleistungen im Versorgungskonzept)
Versorgungsmaterialien
IT-Dokumentationssystem der Versorgungstelematik (CAPSYS^{2020})
Auswahl und Ausführungsempfehlungen des Versorgungsmanagements (V4)
Zeitpunkt des Versorgungsprozesses (V2): „points of care“ im Initialzugang („episode of care“; klinischer Kernprozess im Versorgungskonzept)
AAE: Handlungsempfehlungen (Auswahl- und Ausführungsempfehlung) des Versorgungsmanagements (V4, s. Tab. 1)
CAPSYS: Computerbasiertes Assistenzsystem Psychoonkologie der Versorgungstelematik (V5)

Der Versorgungsprozess (V2) gibt die Rahmenbedingungen für die Erstellung des Versorgungsnetzwerkkonzeptes (V3) und des Versorgungsmanagementsystems (V4) vor. Der Versorgungsprozess selbst wird einem klinischen Behandlungspfad oder einem Versorgungspfad zum Ausdruck gebracht, in dem zusätzlich zum klinischen Pfad auch Verfahrensanweisungen (Standard Operation Procedure, SOP) zur Regelung der versorgungsunterstützenden Leistungen (Dokumentation, Qualitätssicherung, Versorgungssteuerung, Leistungsabrechnung) eingehen.
Versorgungspfade werden in Form von Versorgungsalgorithmen abgebildet (s. Abb. 2).
Die Versorgungsalgorithmen der Versorgungskomponente V2 (Versorgungsprozess) bilden die Schnittstelle zwischen dem Versorgungskonzept (V1) und den Handlungsempfehlungen des Versorgungsmanagements (V4). Sie dienen dem Management einer Versorgungseinrichtung zur Erstellung des Versorgungsnetzwerkkonzepts (V3), des Versorgungsmanagementsystems (V4; s. Handlungsempfehlungen versorgungspsychologischer Versorgungsformen) und des Qualitätsmanagementsystems (V6).
Das zugeordnete Konzept der Programmtheorie nach Issel ist die „process theory“. Verwandte Konzepte sind „clinical pathways“, „care pathways“ oder „clinical practice guidelines“.
Versorgungsprogramm: Das Versorgungskonzept (V1) und der Versorgungsprozess (V2) bilden das Versorgungsprogramm einer versorgungspsychologischen Versorgungsform. In das Versorgungsprogramm gehen neben dem Versorgungskonzept auch externe Anforderungen (insb. gesetzliche Vorgaben, Versorgungsverträge, Vorgaben zur Qualitätssicherung und -entwicklung) ein. Diese legen Mindestanforderungen fest, aus denen eine Versorgungseinrichtung ihre innerbetrieblichen Erfordernisse zur qualitativ hohen Umsetzung der externen Anforderungen ableitet. Das Versorgungsprogramm stellt den zentralen Aspekt der prospektive Evaluation der Versorgungsform dar. Hier erfolgt die Prüfung der Qualität und Machbarkeit („proof of concept“) sowie der Konformität des Programmes mit den externen Anforderungen.

### V3 Versorgungsnetzwerk
Das Versorgungsnetzwerk einer versorgungspsychologischen Versorgungsform bringt die innerbetrieblichen Erfordernisse zur Umsetzung des Versorgungsprogrammes in einer darlegungsfähigen Form zum Ausdruck. Das Netzwerkkonzept trifft Aussagen über die organisatorischen, personellen, materiellen und finanziellen Ressourcen, mit denen gewährleistet wird, dass das Versorgungsprogramm in einer Versorgungseinrichtung wie vorgesehen dauerhaft umgesetzt werden kann. Der Organisationsaufbau des an der Versorgung beteiligten Netzwerkpartner wird dabei in Form eines Organigramms verbildlicht. Die Organisationsabläufe innerhalb des Versorgungsnetzwerkes und ggf. auch mit externen Partnereinrichtungen werden in Form von Verantwortlichkeiten, Aufgaben und Befugnissen festgeschrieben. Das Versorgungsnetzwerkkonzept muss den externen Minimalanforderungen genügen, wie sie in den Kernleistungen und Kernprozessen des Versorgungsprogramms festgeschrieben sind. Das Versorgungsnetzwerkkonzept stellt die vertikalen und horizontalen Kooperations- und Koordinationsstrukturen einer Versorgungseinrichtung dar. In der prospektiven Evaluation wird die Strukturqualität des Versorgungsnetzwerkes (V3) daran bewertet, wie geeignet sie ist, die externen Anforderungen und das Versorgungsprogramm umzusetzen.
Das zugeordnete Konzept der Programmtheorie nach Issel ist der „organizational plan“.

### V4 Versorgungsmanagement
Das Versorgungsmanagement einer versorgungspsychologischen Versorgungsform bringt die innerbetrieblichen, klinischen und formal-administrativen Maßnahmen zur Umsetzung des Versorgungsprogrammes in einer darlegungsfähigen Form zum Ausdruck. Das Managementkonzept besteht im Wesentlichen aus konkreten Handlungsempfehlungen (s. Handlungsempfehlungen versorgungspsychologischer Versorgungsformen) zur Steuerung, d. h. Planung, Lenkung und Prüfung der arbeitstäglichen Leistungserbringung. Die klinischen Handlungsempfehlungen geben wieder, wie das Versorgungsnetzwerk das klinische Versorgungskonzept (V1) umsetzen sollte (doing the right thing right). Die formal-administrativen Handlungsempfehlungen geben wieder, wie die versorgungsunterstützenden Maßnahmen (insb. Dokumentation, Versorgungsmonitoring, Qualitätssicherung, Leistungsabrechnung) umgesetzt werden. Hier werden die vertraglich vereinbarten versorgungsunterstützenden Maßnahmen (insb. Nachweispflichten und Abrechungsprocedere) in Form von Verfahrensanweisungen festgehalten.
Dem Management eines Versorgungsnetzwerks stehen zwei Wege zur Implementierung eines Versorgungsmanagements zur Verfügung.
- top-down-Management:  Im top-down Ansatz wird das Versorgungsprogramm dem Management eines Versorgungsnetzwerkes vorgeben. Hierbei ist der Versorgungsalgorithmus des Versorgungspfades (V2) bereits weitgehend entwickelt, und das Management konkretisiert lediglich offene Punkte der mit dem Versorgungspfad bereitgestellten Auswahl- und Ausführungsempfehlungen (local tailoring).[18]
- bottom-up-Management:  Im bottom-up Ansatz werden das Versorgungsprogramm (V1, V2) und die Handlungsempfehlungen durch die Mitarbeiter eines Versorgungsnetzwerkes, ggf. in Kooperation mit externen Partnern, entwickelt und implementiert.

Handlungsempfehlungen operationalisieren das Versorgungsprogramm und bringen damit zum Ausdruck warum und wie die richtige Versorgung, durch die richtigen Dienstleister, für die richtigen Patienten, am richtigen Ort und zur richtigen Zeit erbracht wird, wie ihre Qualität gesichert und wie sie überwacht und abgerechnet wird. Zur Gewährleistung der „richtigen Versorgung“ gehen die Handlungsempfehlungen als „Aufgaben und Befugnisse“ in das Organigramm des Versorgungsnetzwerkkonzept ein.
Auf Ebene des Versorgungsmanagements (V4) wird die psychosoziale, psychologische und psychotherapeutische Versorgung entsprechend § 2 Abs. 2 SGB V Leistungen als Dienstleistung betrachtet. Aus Perspektive der Versorgungspsychologie erfordert dies, dass sich alle an der Versorgung beteiligten Professionen eines Versorgungsnetzwerkes (V3) mit Überführung eines Versorgungsprogrammes in das Versorgungsnetzwerk selbst verpflichten, das Programm in einer hohen Versorgungsintegrität (treatment integrity) und Versorgungsgüte (treatment fidelity) zu erbringen. Die Versorgungspsychologie betrachtet aufgrund der Dienstleistungsmerkmale rein sprechenden Versorgungsformen Unternehmensleitbilder als wenig hilfreich, solange diese nicht durch eine Selbstverpflichtung oder einen Verhaltenskodex der Netzwerkpartner zur Versorgungsintegrität und -güte fundiert sind.
Anpassungen der Handlungsempfehlungen an die lokalen Erfordernisse eines Versorgungsnetzwerkes (local tailoring) sind sowohl prospektiv, somit vor Implementierung einer Versorgungsform möglich, als auch formativ, d. h. im laufenden Betrieb, als Bestandteil des einrichtungsinternen Qualitätsmanagements (V6) vorgesehen.
Das dem Versorgungsmanagement zugeordnete Konzept der Programmtheorie nach Issel ist der service utilization plan, verwandte Konzepte sind das utilization management oder die care coordination.

### V5 Versorgungstelematik
Die Versorgungstelematik einer versorgungspsychologischen Versorgungsform dient der Erfassung der klinischen und formal-administrativen Dienstleistungen sowie der Steuerung, d. h. der Planung, Lenkung und Prüfung der Leistungserbringung im Versorgungsalltag (s. a. Qualitätslenkung). IT-Systeme der Versorgungstelematik werden auf Grundlage des Versorgungsalgorithmus (V2) und der Handlungsempfehlungen (V4) erstellt. Ein Beispiel einer solchen versorgungstelematischen IT-Lösung ist das „Computerbasierte Dokumentations- und Assistenzsystem Psychoonkologie“ (CAPSYS2020).
Das System CAPSYS2020 ermöglicht

a) die Erfassung klinischer Untersuchungs- und Behandlungsdaten sowie formal-administrativer Daten,

b) die Bereitstellung aller wesentlichen Informationen, Unterlagen und Dokumente zur Umsetzung eines Versorgungsprogrammes,

c) die automatisierte Datenaggregation und -auswertung für Zwecke der Qualitätssicherung (z. B.: „strukturierter Qualitätsbericht“) und Rechnungslegung (z. B. „kassenspezifische Leistungsabrechnung“),

d) ein automatisiertes Berichtswesen (z. B. personalisierte Generierung von Arztbriefen, Patientenbriefen, Berichten an die Krankenkassen) und e) die IT-technische Unterstützung einer versorgungsbegleitenden Schulung („helpdesk“, „learning on the job“) sowie die Umsetzung innerbetrieblicher Erfordernisse des Versorgungsmonitoring und -controlling und der einrichtungsinternen Qualitätssicherung.
Die Programmtheorie nach Issel ordnet dieser Versorgungskomponente keine eigene Konzeption zu. Für die Steigerung der Qualität und Effizienz der Gesundheitsversorgung sind digitale Lösungen jedoch unabdingbar.

### V6 Qualitätsmanagement
Das Qualitätsmanagement einer versorgungspsychologischen Versorgungsform dient Zwecken eines partizipativ ausgerichteten, einrichtungsinternen und einrichtungsübergreifenden Qualitätsmanagements.
Das einrichtungsinterne Qualitätsmanagement ist integraler Bestandteil einer versorgungspsychologischen Versorgungsform. Es erlaubt die schrittweise Verbesserung der Funktionsfähigkeit der Versorgungsnetzwerkes (V3, Strukturqualität) und der Versorgungsprozesse (V2, Prozessqualität) sowie der Gesundheitsergebnisse (Ergebnisqualität), wie sie im Versorgungskonzept (V1) beschrieben sind. Das einrichtungsinterne Qualitätsmanagement wird in Form von Qualitätszirkeln umgesetzt, für deren Organisation und Dokumentation digitale Lösungen in die Versorgungstelematik (V5) integriert werden. Die inhaltlichen Themen der Qualitätszirkel werden partizipativ festgelegt. Sie richten sich an den Qualitätsindikatoren der strukturierten Qualitätsberichte (V5), den klinischen und formal-administrativen Handlungsanweisungen (V4) und den „points of care“ im Versorgungsalgorithmus (V2) aus.
Die Umsetzung von identifizierter Optimierungspotentiale der Qualitätszirkel hängt vom Ansatz des Versorgungsmanagements (V4) ab. In dem top-down ausgerichteten Ansatzwerden Qualitätsverbesserungen nur umgesetzt, sofern sie die externen Anforderungen des vorgegebenen Versorgungsprogrammes nicht betreffen. In einem bottom-up Ansatz können Qualitätsverbesserungen alle Versorgungskomponenten betreffen.
Sind mehrere Versorgungsnetzwerke an der Umsetzung einer Versorgungsform beteiligt, so werden die Ergebnisse, Erkenntnisse und Maßnahmen des einrichtungsinternen Qualitätsmanagements der einrichtungsübergreifenden Qualitätsentwicklung zugeführt, die im Format der Qualitäts-Workshops durchgeführt werde. In einem partizipativ ausgerichteten Netzwerkverbund können dabei a) die strukturierten Qualitätsberichte der lokalen Versorgungsnetzwerke analysiert und in einen Benchmark überführt werden, b) die als mängelbehaftet identifizierten Handlungsempfehlungen thematisiert und einrichtungsübergreifende Optimierungsbedarf identifiziert werden und c) partizipative Entscheidungen zur Weiterentwicklung der neuen Versorgungsform getroffen und mit den Stakeholdern (Krankenkassen, Krankenhausträger, Geschäftsführungen, Versorgungspartner) verhandelt werden.
In der Programmtheorie nach Issel ist dieser Komponente keine eigene Konzeption zugeordnet, jedoch sind darin Ansätze zur Prüfung und Verbesserung der Programmqualität und -güte spezifiziert.
Die sechs Versorgungskomponenten versorgungspsychologischer Versorgungsformen dienen dem Zweck, komplexe psychosoziale, psychologische oder psychotherapeutische a) zu entwickeln (Versorgungskomponenten V1, Versorgungskonzept und V2, Versorgungsprozess), b) diese in Einrichtungen des Gesundheitswesens zu implementieren (Versorgungskomponenten V3, Versorgungsnetzwerk), arbeitstäglich umzusetzen (Versorgungskomponenten V4, Versorgungsmanagement), strukturiert zu erfassen (Versorgungskomponenten V5, Versorgungstelematik) sowie c) die Versorgungsqualität sicherzustellen und kontinuierlich zu verbessern (Versorgungskomponenten V6, Qualitätsmanagement).
Sämtliche Inhalte (Informationen, Materialien und Dokumente) der Versorgungsform werden in einem Versorgungs-Handbuch schriftlich dargelegt. Damit wird die Versorgungsformen in Gänze transparent und Dritten gegenüber darlegungsfähig. Das Handbuch dient dabei dem Versorgungsnetzwerk für Zwecke der Verhandlung mit Leitungsfinanzieren, als Nachweiszweck im Rahmen nationaler Leitlinienprogramme. Es gewährleistet, dass alle an der Versorgung Beteiligten in gleicher Weise in die Lage versetzt werden, ihre Patienten auf Grundlage eines einheitlichen Versorgungsprogrammes zu versorgen und trägt dazu bei, dass den Anforderungen und Erfordernisse einer qualitativ hohen Gesundheitsversorgung entsprochen wird.

## Handlungsempfehlungen versorgungspsychologischer Versorgungsformen
Handlungsempfehlungen sind zentrales Element der Konstruktion versorgungspsychologischer Versorgungsformen. Sie bilden die Schnittstelle zwischen den externen Anforderungen (Evidenz, Leitlinien, Qualitätsmanagement, Dokumentation, Datenschutz, Leistungsumfang, -finanzierung und -abrechnung, s. a. § 70 Abs., 1, SGB V), die an die Leistungserbringung eines Versorgungsnetzwerkes gestellt werden, und den innerbetrieblichen Erfordernissen, die innerhalb eines Versorgungsnetzwerkes zur Umsetzung der externen Anforderungen zu berücksichtigen sind, insb. Maßnahmen zur Sicherstellung der Struktur-, Prozess- und Ergebnisqualität.
Handlungsempfehlungen bestehen aus zwei Teilen, einer Auswahlempfehlung und einer Ausführungsempfehlungen (AAE). Bezogen auf die externen Anforderungen an eine qualitativ hochwertige Gesundheitsversorgung bringen Handlungsempfehlungen zum Ausdruck, was als richtige Versorgung angesehen wird („doing the right thing“, Auswahlempfehlungen) und wie die richtige Versorgung richtigerweise erbracht werden sollte („doing the right thing right“, Ausführungsempfehlungen). Handlungsempfehlungen werden nach der Erstellung des Versorgungskonzeptes (V1), parallel zur Formulierung der Versorgungsprozesse (V2) konzipiert. Sie dienen damit dem Managements eines Versorgungsnetzwerkes als erste Prüfstelle der Umsetzbarkeit des Versorgungsprogrammes in der Versorgungspraxis (prospektive Machbarkeitsprüfung). Sobald Handlungsempfehlungen erstellt worden sind, werden sie zur Grundlage der Erstellung des Versorgungsnetzwerkes (V3), des Versorgungsmanagements (V4) sowie der Versorgungstelematik (V5) und des Qualitätsmanagements (V6).
Handlungsempfehlungen stellen die „points of care“ des Versorgungsalgorithmus der Versorgungskomponente V2 (Versorgungsprozess) in operationalisierter, d. h. handlungsanleitender Form dar (s. Abb. 2). Sie tragen wesentlich dazu bei, die Leistungserbringer in die Lage zu versetzen, an jedem Punkt der Versorgung die Informationen, Materialien und Empfehlungen verfügbar zu haben, die für genau diese Leistung als „richtig“ angesehen werden. Handlungsempfehlungen haben nicht den Status einer Leitlinie oder Richtlinie, da sie sich auf die Richtigkeit beziehen, mit der eine Empfehlung des Versorgungsprogrammes des Versorgungsprogramm umgesetzt wird, und Aussagen zur Angemessenheit der Versorgung erst nachträglich erfolgen und sich auf das Versorgungsprogramm (V1, V2) als solches beziehen, nicht auf den einzelnen Leistungserbringer oder Patienten.
Mit der Umsetzung von Handlungsempfehlungen in der Versorgungspraxis wird die Kritik an der als „richtig“ betrachteten Vorgehensweise suspendiert, um a) handlungsfähig zu sein und b) genügend Daten zu generieren, anhand derer das Programm hinsichtlich seines Outcomes/Effektivität und seines Outputs/Effizienz bewertet werden kann.
Auswahl- und Ausführungsempfehlungen: Die klinischen und formal-administrativen Auswahl- und Ausführungsempfehlungen (AAE’s) spezifizieren das Leistungsgeschehen am „point of care“. Die AAE’s sind Bestandteil des Versorgungsmanagements V4) und dem Versorgungsalgorithmus des Versorgungsprozess (V2) zugeordnet (s. Abb. 2, V2). AAE’s sind bis auf die Begründung („warum“) der Auswahl einer Empfehlung identisch aufgebaut (s. Kasten I). Konkretisiert bzw. operationalisiert werden die Inhalte einer jeweiligen Handlungsempfehlungen über die schriftliche Beantwortung verschiedener Fragen, die sogenannten W-Elemente einer AAE.
| Kasten I: W-Elemente der Handlungsempfehlungen zur Konstruktion von Auswahl- und Ausführungsempfehlungen (AAE’s). |
| --- |
| Auswahlempfehlung („doing the right thing“) |
| „Was“, „Warum“: Zuordnung der klinischen Dienstleistung zu einem Aspekt des Versorgungsprogrammes (V1, klinische AAE) bzw. der formal-administrativen Dienstleistung zu einem § eines Versorgungsvertrages bzw. anderen (rechtlich) bindenden Anforderungen und Erfordernissen (formal-administrative AAE), einschließlich der Begründung der Notwendigkeit, „warum“ diese Leistung zu erbringen ist sowie Angaben zu Voraussetzungen der Leistungserbringung (z. B. berufliche Qualifikation, Vergütungsvoraussetzungen) |
| Ausführungsempfehlung („doing the right thing right“) |
| „Wann“, „Wer“, „Wo“: Zeitpunkt der Leistungsdurchführung in einem Versorgungspfad (V2, „point of care“) mit Angaben zu verantwortlichen Personen und zum Orte/Setting der Leistungserbringung. |
| „Wie“, „Womit“: Beschreibung der Art und Weise der Leistungserbringung und der verwendeten materiellen Mittel (u. a. Behandlungsmodule, Fragebogen, Auswertungsschablonen, Flyer usw.) |
| „Wie lange“, „Wie häufig“: Beschreibung des Umfangs der Leistung mit Dauer und Häufigkeit. |
| (Welches) „Ergebnis“: Beschreibung des erwarteten Ergebnisses der Leistungserbringung (output, outcome), Bezug zur nachfolgenden Leistung (AAE). |

Die W-Elemente einer Handlungsempfehlung bestimmen den Aufbau der Schablone einer klinischen Auswahl- und Ausführungsempfehlung (s. Abb. 3 und 4).

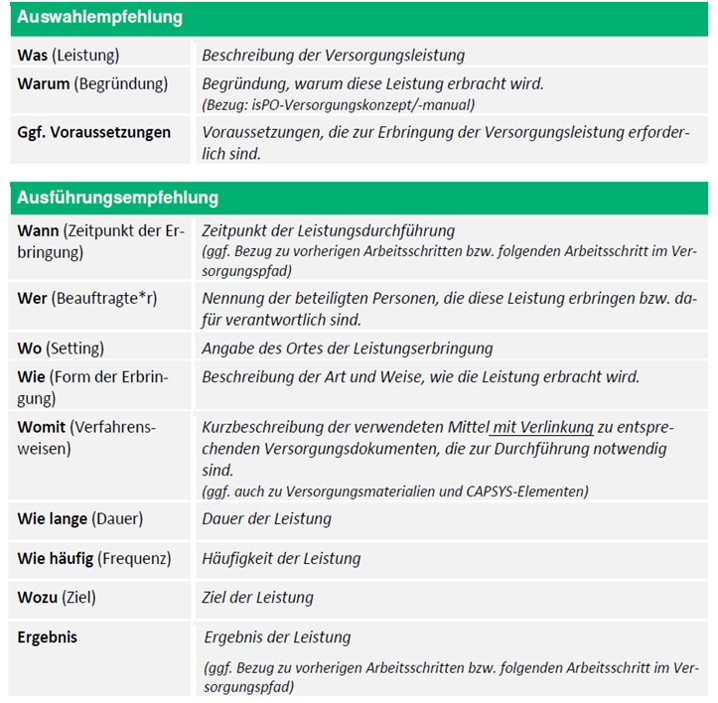
Abbildung 3: Schablone einer Auswahlempfehlung (nach)

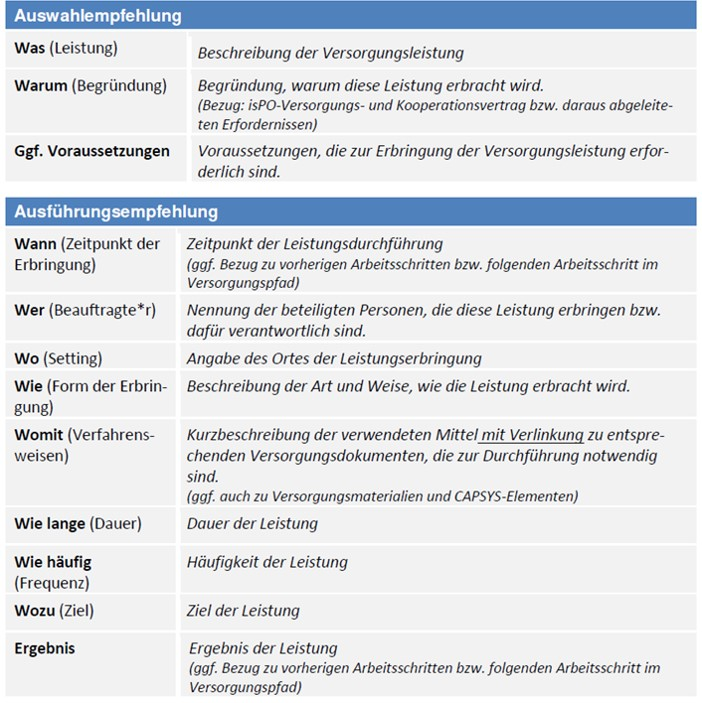
Abbildung 4: Schablone einer Ausführungsempfehlung (nach)

Die Schablonen der Auswahl- und Ausführungsempfehlung (AAE) werden in der Entwicklungsphase einer neuen Versorgungsform verwendet, um für jede qualitätsrelevante Kernleistung des Versorgungsprozesses (s. grüner Kasten in Abb. 2) eine spezifische, auf den „point of care“ des Versorgungsalgorithmus bezogene Handlungsempfehlung zu erstellen (s. weißer Kasten in Abb. 2). Bis auf die erste und letzte AAE eines qualitätsrelevanten Kernprozesses („episode of care“) sind alle AAE’s mit einer vorausgehenden und nachfolgenden AAE verbunden (s. Abb. 3 & 4, „Ergebnis“), sodass diese den gesamten Versorgungsprozess (V2) abbilden.
Dem Management eines Versorgungsnetzwerkes dienen die Handlungsempfehlungen zur Festlegung der Organisationsstruktur und der Organisationsabläufe (vertikale und horizontale Kooperation und Koordination) sowie der Entwicklung des Organigramms, mitsamt der Aufgaben und Befugnisse im Versorgungsnetzwerkkonzept (V3). Die Handlungsempfehlungen sind zudem die Grundlage der Konzeptionierung und Programmierung des IT-Dokumentationssystems der Versorgungstelematik (V5); welches insbesondere dann zweckmäßig ist, wenn die Versorgungsform innerhalb eines größeren Verbundes von Einrichtungen (multizentrisches Versorgungsnetzwerk) umgesetzt werden soll. Intelligente Dokumentationssysteme richten sich am Versorgungsalgorithmus des Versorgungsprozesses aus und sind damit in der Lage nicht nur als System der Leistungserfassung zu diesen, sondern den Prozess der Leistungserbringung selbst zu assistieren, indem sie a) diesen über festgelegte, qualitätsrelevante Kernleistungen und Kernprozesse der Versorgungsform steuern, b) alle versorgungsrelevanten Materialien und Dokumente am „point of care“ vorhalten und c) dem Leistungserbringer die versorgungsrelevante Informationen am „point of care“ online verfügbar machen und damit ein „learning on the job“ erlauben, mit dem alle Mitarbeiter über Neuerungen in der Versorgung unmittelbar unterwiesen und neue Mitarbeiter in die Versorgungsform eingewiesen werden. Zudem lassen sich die für das Versorgungsmanagement (V4) zentralen Aufgaben des Monitorings und Controllings einer vertragskonformen Leistungserbringung sowie einer Leistungsabrechnung und Rechnungsstellung automatisieren; insbesondere im Fall einer leistungsorientierten Vergütung.
Die operationalen Handlungsempfehlungen sind auch für das datenbasierte, einrichtungsinterne und einrichtungsübergreifende Qualitätsmanagement (V6) unabdingbar. Beide Formen des Qualitätsmanagements beruhen in einer versorgungspsychologischen Versorgungsform auf den Auswahl- und Ausführungsempfehlungen des Versorgungsalgorithmus (V2). Im Rahmen von Qualitätszirkeln lassen sich einrichtungsintern anhand der AAE’s die Stärken, Mängel und insbesondere Fehler der „richtigen“ Versorgung ohne weiteres dem „point of care“ im Versorgungsprozess und einem spezifischen (W)-Element des Leistungsgeschehens zuordnen. Optimierungen der Leistungserbringung werden damit zeitnah und ohne weiteres möglich. Werden die Ergebnisse der Qualitätszirkelarbeit in einem Qualitätsbericht festgehalten und dem einrichtungsübergreifenden Qualitätsmanagement zur Verfügung gestellt, so kann dieses netzwerkspezifische von netzwerkübergreifenden Mängeln und Fehlern unterscheiden und die Versorgungsqualität im gesamten Versorgungsverbund sicherstellen helfen und weiterentwickeln. Bei erheblichen Abweichungen der in einem Versorgungsnetzwerk oder -verbund erbrachten von den vereinbaren Versorgungsleistungen, lässt sich die programmbedingte Unter-, Über- oder Fehlversorgung erkennen und mit den Leistungsfinanzierern diskutieren, etwa dann, wenn eine wirksamere Versorgung erbracht wird, als vorgesehen, oder wenn Leistungen zweitaufwendiger ausfallen als angenommen. Erfolgen das einrichtungsinterne und -übergreifende Qualitätsmanagement datengestützt, d. h. anhand der Erfassung konsentierter Qualitätsindikatoren kann damit das übergeordnete Ziel der Versorgungspsychologie erreicht und ein Nachweis zur Qualität, Wirksamkeit und Wirtschaftlichkeit der Versorgungsform geführt werden.

## Care-Service-Science-Konzept
Das Care-Service-Science-Konzept (CSS-Konzept) stellt einen lokalen Managementansatz dar, der die Aufgaben der täglichen Routineversorgung einer Abteilung oder lokalen Einrichtung mit den formalen Anforderungen des Qualitätsmanagements in einer Form verbindet, die Versorgungsforschung ermöglicht und dadurch die kontinuierliche klinische Optimierung der geleisteten Patientenversorgung sicherzustellen hilft. Die Strategie mit deren Hilfe die einzelnen Managementleistungen des Care-Service-Science Konzeptes umgesetzt werden, besteht aus der
1. Analyse der klinischen und formal-administrativen Rahmenbedingungen psychosozialer, psychologischer und psychotherapeutischer Versorgung in lokalen Einrichtungen des Gesundheits- und Sozialwesens, der
2. Entwicklung eines Versorgungskonzeptes sowie des Versorgungsmanagementsystems, sowie der
3. kontinuierlichen Optimierung des Versorgungskonzeptes und der Versorgungsprozesse.

Die CSS-Strategie stellt den bottom-up Ansatz der Versorgungspsychologie dar, in dem eine lokale Versorgungseinrichtung ihre Versorgungsqualität sukzessive auf eine Basis stellt, die dem aktuellen Stand der Wissenschaft entspricht, wie dieser im Gesundheitswesen gefordert wird.
Im bottom-up Ansatz erarbeiten die Mitarbeiter einer lokalen Versorgungseinrichtung das Versorgungsprogramm und die Handlungsempfehlungen einer (neuen) Versorgungsform in Eigenregie, ggf. auch in Kooperation mit externen Partnern. Die Analyse des Versorgungsgeschehens erfolgt dabei vor dem Hintergrund der W-Elemente zur Konstruktion von Handlungsempfehlungen (s. o.), gefolgt von der Entwicklung von Auswahl- und Ausführungsempfehlungen unter Zuhilfenahme der AAE-Schablonen (Abb. 3 & 4) und der Implementierung der AAE’s in das arbeitstägliche Versorgungsgeschehen. Die Implementierung wird durch eine Form der einrichtungsinternen Qualitätsentwicklung begleitet, die auf Versorgungsdaten beruht. Dabei wird seitens der Leistungserbringer darauf geachtet, ob die W-Elemente der Handlungsempfehlungen so erbracht werden können, wie vorgesehen. Die Daten der klinischen Dokumentation und die Erkenntnisse der Leistungserbringer gehen in die einrichtungsinterne Qualitätszirkelarbeit ein. Nach Analyse der Stärken und Schwächen der neuen Vorgehensweise und ggf. der Beseitigung identifizierter Mängel kann die erarbeitete Handlungsempfehlung als neuer Versorgungsstandard der Einrichtung verabschiedet werden.
Anders als im top-down orientierten Ansatz kann im bottop-up-Ansatz von einer beliebigen Stelle des Versorgungsgeschehens („point of care“) ausgegangen und schrittweise der gesamte Versorgungsprozess und schließlich die gesamte Versorgungsform einer Optimierung unterzogen werden.
Vor dem Hintergrund des CSS-Konzeptes sind in Einrichtungen der pädiatrischen Onkologie und Erwachsenenonkologie sowie der Sozialpädiatrie bereits Versorgungsformen entwickelt und erprobt worden.

## Gesundheitspolitische Einordnung
Die Versorgungspsychologie und ihr Vorgehen der Entwicklung, Implementierung und Evaluation versorgungspsychologischer Versorgungsformen kann mittlerweile als ein Teildisziplin der Angewandten Psychologie betrachtet werden. Die Anfänge der Versorgungspsychologie lassen sich auf das Jahr 1997 zurückdatieren. Die Disziplin ist im Jahre 2003 in einer Habilitationsschrift an der Universität Koblenz-Landau (Prof. Reinhold Jäger) ausgearbeitet worden. Versorgungspsychologische Überlegungen sind seitdem in verschiedenen Bereichen und Projekten der Gesundheitsversorgung zur Anwendung gekommen.
Ihren praktischen Nutzen für die Entwicklung, Implementierung und Evaluation komplexer Versorgungsformen hat die Versorgungspsychologie in zwei großen multizentrischen Projekten der Versorgungsforschung belegt.
Das erste Projekt „Case Management: Psychoonkologie“ ist in den Jahren 2003 bis 2006 in sechs Akutkliniken der Region Westfalen-Lippe (NRW) unter Beteiligung des Ministeriums für Arbeit, Gesundheit und Soziales NRW, die AOK Westfalen-Lippe, die Krankenhausgesellschaft NRW, der Universität Bielefeld sowie der Carina Stiftung, Herford durchgeführt worden. Das Projekt wurde im Jahre 2003 mit dem ersten Preis des Gesundheitspreises NRW ausgezeichnet.
Erkenntnisse dieses Projektes gingen in die Weiterentwicklung der Disziplin der Versorgungspsychologie und des Care-Service-Science-Konzeptes ein.
In den Jahren 2017 bis 2022 bildete die psychoonkologische Versorgungskonzeption des Bereiches Klinische Psychoonkologie der Klinik I für Innere Medizin am Universitätsklinikum Köln die Grundlage des Projekts „isPO/integrierte, sektorenübergreifende Psychoonkologie“, das durch den Innovationsfonds beim Gemeinsamen Bundesausschuss (G-BA) gefördert wurde. An dem isPO-Projekt waren vier Krankenhäuser der Akutversorgung in NRW mit 30 onkologischen Kliniken sowie niedergelassene Ärzte und medizinische Versorgungszentren, acht Krankenkassen und mehrere universitären Einrichtungen, der Bundesverband der Krebs-Selbsthilfe und die Krebsgesellschaft NRW beteiligt. Das Projekt wurde im Jahre 2019 mit dem ersten Preis des MSD Gesundheitspreises ausgezeichnet.
Die Entwicklung, Implementierung und Evaluation neuer versorgungspsychologischer Versorgungsformen ist mit einem erheblichen initialen Aufwand verbunden, der bei Dissemination der Versorgungsform in das Gesundheitswesen einer weiteren Anstrengung bedarf, bis sich die neue Versorgungsform flächendeckend etablieren kann. Dieser Aufwand ist in aktuellen Gesundheitssystem kaum zu leisten, da einem solchen Vorhaben erhebliche rechtliche, institutionelle, organisatorische und berufspolitische Hürden und Barrieren entgegenstehen. Dies zeigt sich insbesondere darin, dass der Innovationsausschuss beim gemeinsamen Bundesausschuss zum isPO-Projekt keine Umsetzungsempfehlungen gegeben hat. Dennoch wird im Beschluss des Innovationsausschusses festgehalten, dass das „Projekt erfolgreich ein strukturiertes und bedarfsgerechtes Versorgungsprogramm der integrierten, sektorenübergreifenden Psychoonkologie (isPO) entwickelt, implementiert und evaluiert hat“.
Auf lange Sicht wird sich ein rationales Vorgehen der psychologischen und psychosozialen Dienstleistungserbringung im Gesundheitswesen jedoch durchsetzen, da kaum eine chronische Erkrankung allein psychisch oder körperlich bedingt oder allein durch psychische oder körperliche Faktoren aufrechterhalten wird. Vielmehr werden psychologische und psychosoziale Faktoren zunehmend im Zusammenhang mit der Entstehung, Aufrechterhaltung, Progression und erhöhten Mortalität bei chronischer Erkrankungen diskutiert. Zu diesen bio-psycho-sozialen Zusammenhängen kommen Erkenntnisse hinzu, die psychologische und psychosoziale Faktoren im Zusammenhang mit deutlich erhöhten direkten und indirekten krankheitsbedingten Gesundheitskosten sehen.
Andererseits zeigt sich, dass psychosoziale und psychologische Interventionen die emotionalen und auch sozialen Belastung der Betroffenen lindern und dazu beitragen können, deren Mortalität zu reduzieren. Studien zeigen zudem ein ausgewogenes Kosten-Nutzen-Verhältnis psychosozialer, psychologischer und psychotherapeutischer Interventionen bei Patientinnen und Patienten mit chronischen Erkrankungen.
Die Gesundheitsversorgung der chronisch kranken Bevölkerung bedarf auf lange Sicht eines strukturierten und konzertierten Vorgehens in der biomedizinischen und psychosozialen Untersuchung und Behandlung der betroffenen Patientinnen und Patienten. Die Versorgungspsychologie zeit dabei die Mittel und Wege auf, mittels derer die Integration psychologische und psychosozialer Maßnahmen der Beratung, Begleitung und Behandlung in die Medizin gelingen kann.